# ニュースクール大学
ニュースクール大学 (The New School) は、アメリカ合衆国ニューヨーク州ニューヨーク市マンハッタン区グリニッジ・ヴィレッジにある私立総合大学である。1919年創立で、 長きに渡り New School for Social Researchとして知られた。黒人史、女性史、映画史などを初めて取り入れるなど革新的な学校として知られた。
傘下の7つの大学には約9,300名の大学生および大学院生が在籍。社会学、一般教養、人文科学、建築、芸術、デザイン、音楽、ドラマ、経済学、心理学、公共政策などを学んでいる。
傘下大学の一つにパーソンズ美術大学がある。

## 概要
ニュースクール大学（The New School) は約100年前にチャールズ・ビアード、ジョン・デューイ、ジェームズ・ハーヴェイ・ロビンソンなどの著名なアメリカの知識人や教育者によってニューヨークで創立した。第一次世界大戦下に検閲や外国人排斥の動きが高まり、当時の多くの大学の学問に対する後ろ向きな風潮に嫌気がさしていた彼らは、20世紀に直面する社会問題への意見を教授と生徒が正直かつ率直に交わす全く新しいアカデミックな場所を理想として思い描いていた。1919年、クリエイティブな学者と当時の諸問題を活発な質疑、討論、議論を通して理解したいと願う、知識欲旺盛な大人を結び付けるための学校を設立した。そして、設立者らはその新しい学校を“The New School for Social Research”と名付けた。学士号を持たない社会人を受け入れ、第二次世界大戦時にはユダヤ系をはじめ亡命してきた多くの知識人を迎え入れ、1933年にロックフェラー財団の支援を受けて、学内に「亡命者の大学」（The University in Exile）が大学院部門として設立された。
現在では、The New School for Social Research（現在は正式にはThe New School）は、7つの部門(大学)からなる都市大学に成長した。The New Schoolは幅広い年齢、社会的経験、モチベーション、目的、興味、才能を持つ学生によって魅力ある総合大学になった。
創立当初は設立者の興味分野である新しい社会科学、国際情勢、歴史、哲学などのコースを提供していた。教授陣や招聘学者には、Harold Lansky、フランツ・ボアズ、ジョン・メイナード・ケインズなどがいた。その後まもなく、作文、パフォーミングアート、ファインアート、外国語、メディア研究、情報処理演劇などのクラスに続いて、演劇と文学分野のコースを追加した。
20世紀の最も先進的な頭脳によって、The New Schoolに先進的なコースが生み出された。1948年、W・E・B・デュボイスが大学で初めてアメリカの黒人の歴史と文化の教鞭をとった。同じ頃、マーガレット・ミードが人類学コースをスタートし、またカレン・ホーナイとエーリッヒ・フロムによって新しいアプローチの精神分析のコースもスタートした。1962年、Gerda Lernerが初めての大学レベルでの女性史（Women’s History）のコースを提供した。
また、The New Schoolは20世紀を代表するような革新的なアーティストによる様々なクリエイティブアートのコースにより世界的にその名を知られるようになった。その教鞭をとったアーティストの中には、マーサ・グレアム、フランク・ロイド・ライト、アーロン・コープランド, W・H・オーデンなどがいた。The New Schoolはアメリカで初めて映画史を教え、フォトグラフィーとジャズ分野での大学レベルのコースを提供した初めての大学の内の一つだった。
The New Schoolの長い歴史を見ると、それぞれの時代の求めるアイデア、仕事の機会、知的好奇心などの変化に柔軟に対応し変化してきた。1919年に現状維持の膠着した知識人やアーティストに挑戦する目的で設立されたこの大学は、約一世紀経った今でも更なる高度教育の向上を目指している。
The New Schoolの7つの部門（大学）は、それぞれの専門的分野において高度教育の新しい歴史を常に刻んでいる。

## 教育研究部局
| 主要7部門 |  | 創立        |
| ニュースクール・フォー・ソーシャルリサーチ (The New School for Social Research)                                                  |  | 1937年      |
| パーソンズ美術大学 (Parsons The New School for Design)                                                                           |  | 1896年      |
| ユージーン・ラング・カレッジ・ザ・ニュー・スクール・フォー・リベラルアーツ (Eugene Lang College The New School for Liberal Arts) |  | 1978年      |
| マネス音楽大学 (Mannes College The New School for Music)                                                                         |  | 1916年      |
| ニュースクール・フォー・ジャズ＆コンテンポラリー・ミュージック (The New School for Jazz and Contemporary Music)                  |  | 1986年      |
| ニュースクール・フォー・ドラマ (The New School for Drama)                                                                        |  | 2005年      |
| ニュースクール・フォー・パブリックエンゲージメント (The New School for Public Engagement)                                        |  | 2011年      |
| |  |             |
| 旧部門 |  |             |
| ニュースクール・フォー・ジェネラルスタディーズ (The New School for General Studies)                                              |  | 1919–2011年 |
| ミラノ・ニュースクール・フォー・マネジメント・アンド・アーバンポリシー (Milano The New School for Management and Urban Policy)   |  | 1964–2011年 |
| アクターズ・スタジオ・ドラマ・スクール (The Actors Studio Drama School)                                                          |  | 1994–2005年 |